# Santo Domingo, Candelaria
Santo Domingo är en ort i Mexiko.   Den ligger i kommunen Candelaria och delstaten Campeche, i den sydöstra delen av landet, 900 km öster om huvudstaden Mexico City. Santo Domingo ligger 67 meter över havet och antalet invånare är 202.
Terrängen runt Santo Domingo är mycket platt. Runt Santo Domingo är det glesbefolkat, med 11 invånare per kvadratkilometer. Närmaste större samhälle är El Desengaño, 13,1 km öster om Santo Domingo. Omgivningarna runt Santo Domingo är en mosaik av jordbruksmark och naturlig växtlighet.